# Eryk Williamson
Eryk Williamson (Alexandria, 1997. június 11. –) amerikai válogatott labdarúgó, a Portland Timbers középpályása.

## Pályafutása

### Klubcsapatokban
Williamson a Virginia állambeli Alexandria városában született. Az ifjúsági pályafutását a DC United akadémiájánál kezdte.
2018-ban mutatkozott be a Portland Timbers első osztályban szereplő felnőtt keretében. Először a 2019. május 26-ai, Philadelphia Union ellen 3–1-re megnyert mérkőzés 88. percében, Diego Valeri cseréjeként lépett pályára. Első gólját 2020. szeptember 7-én, a Seattle Sounders ellen idegenben 2–1-es győzelemmel zárult találkozón szerezte meg.

### A válogatottban
Williamson az U20-as és az U23-as korosztályú válogatottban is képviselte Amerikát.
2021-ben debütált a felnőtt válogatottban. Először a 2021. július 12-ei, Haiti ellen 1–0-ra megnyert mérkőzés 76. percében, Shaq Mooret váltva lépett pályára.

## Statisztikák
2022. október 2. szerint
| Klub             | Szezon   | Osztály  | Bajnokság | Bajnokság | Kupa  | Kupa | Nemzetközi | Nemzetközi | Összesen | Összesen |
| Klub             | Szezon   | Osztály  | Meccs     | Gól       | Meccs | Gól  | Meccs      | Gól        | Meccs    | Gól      |
| ---------------- | -------- | -------- | --------- | --------- | ----- | ---- | ---------- | ---------- | -------- | -------- |
| Portland Timbers | 2018     | MLS      | 0         | 0         | 1     | 0    | —          | —          | 1        | 0        |
| Portland Timbers | 2019     | MLS      | 7         | 0         | 1     | 0    | —          | —          | 8        | 0        |
| Portland Timbers | 2020     | MLS      | 26        | 3         | 0     | 0    | —          | —          | 26       | 3        |
| Portland Timbers | 2021     | MLS      | 14        | 1         | 0     | 0    | 4          | 0          | 18       | 1        |
| Portland Timbers | 2022     | MLS      | 22        | 0         | 0     | 0    | —          | —          | 22       | 0        |
| Összesen         | Összesen | Összesen | 69        | 4         | 2     | 0    | 4          | 0          | 75       | 4        |

### A válogatottban
| Válogatott       | Év       | Pályára lépés | Gól |
| ---------------- | -------- | ------------- | --- |
| Egyesült Államok | 2021     | 4             | 0   |
| Egyesült Államok | 2023     | 2             | 0   |
| Összesen         | Összesen | 6             | 0   |

## Sikerei, díjai
Amerikai U20-as válogatott
- U20-as CONCACAF-bajnokság
  - Győztes (1): 2017

Amerikai válogatott
- CONCACAF-aranykupa
  - Győztes (1): 2021